# Et tu, Brute?

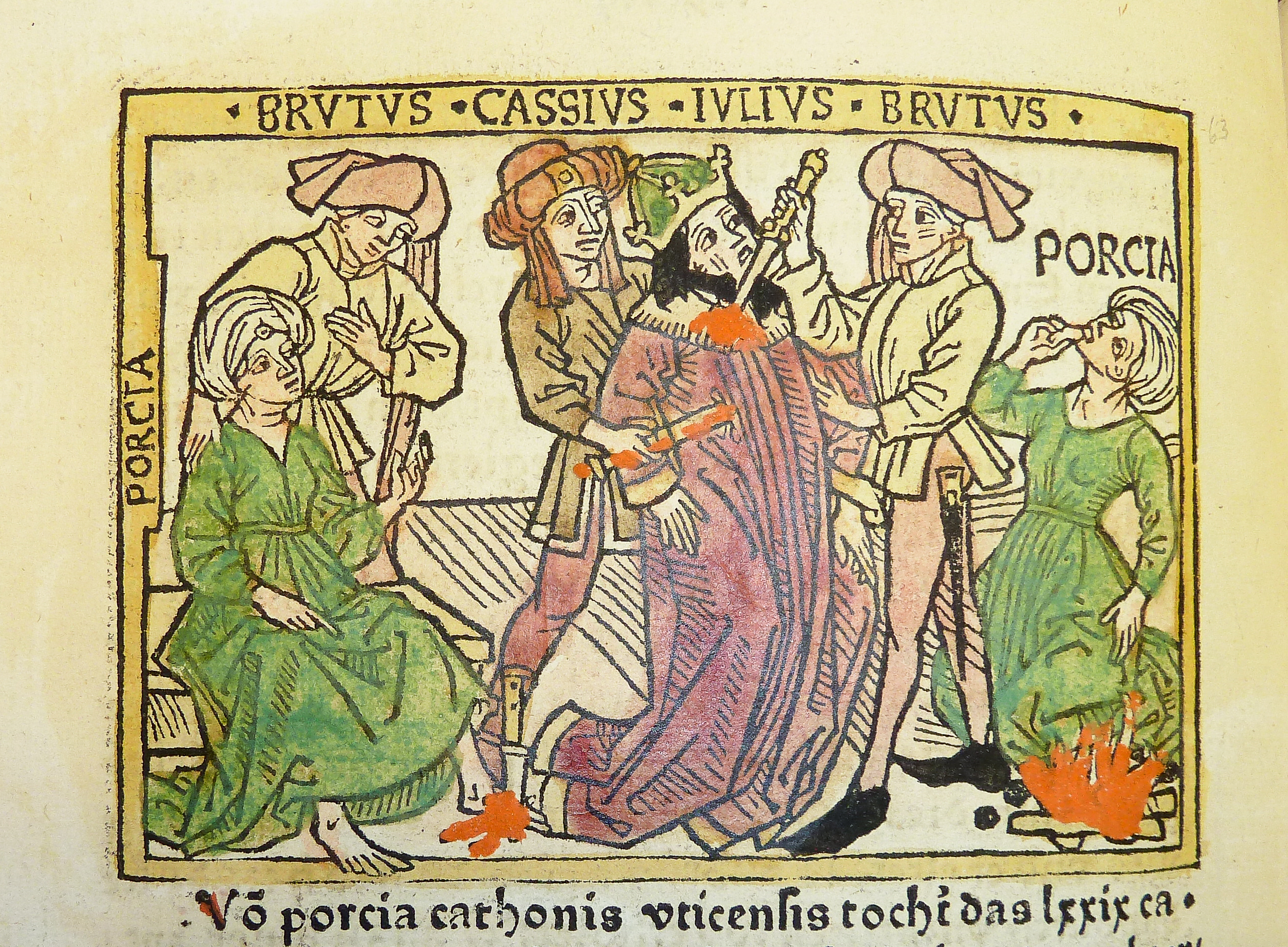
15-eeuwse houtsnede, voorstellende Caesar die sterft in de handen van Cassius en Brutus, met links Brutus die weigert zijn vrouw Porcia in vertrouwen te nemen en rechts Porcia's zelfmoord

"Et tu, Brute?" (Latijn voor "Ook jij, Brutus?") is een beroemde uitspraak die aan Julius Caesar wordt toegeschreven.
Caesar zou dit al stervend hebben gezegd toen zijn beschermeling Brutus (samen met 22 anderen) hem vermoordde. Het citaat in deze vorm is niet afkomstig van Romeinse schrijvers, maar uit het toneelstuk Julius Caesar van William Shakespeare (derde akte, eerste toneel). Volgens de Romeinse historicus Suetonius hadden anderen overgeleverd dat Caesar tegen Brutus "καὶ σύ, τέκνον;" (Oudgrieks voor "Ook jij, kind?") gezegd zou hebben. Traditioneel wordt dit begrepen als de vraag van iemand die ontgoocheld was in het verraad van zijn beschermeling, maar het kan ook een poëtisch memento mori zijn geweest ("Ook jij, kind, [zult ooit sterven]"). Overigens dachten Suetonius zelf en andere auteurs dat Caesar niets meer zei na de aanval.